# فرهنگ شفاهی

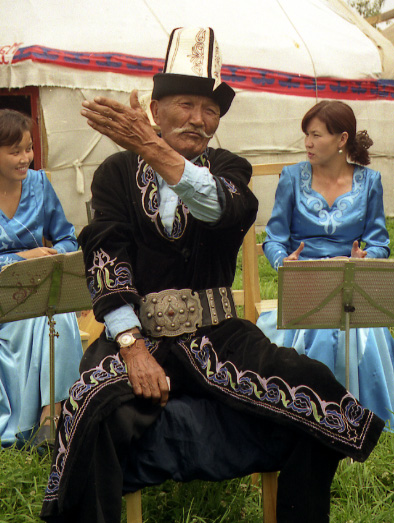
یک مناس‌چی قرقیز

سنت شفاهی (انگلیسی: Oral tradition) و فرهنگی شفاهی، ماده‌ای فرهنگی، و سنتی‌ست که شفاهاً از نسلی به نسل دیگر منتقل می‌شود. پیام‌ها یا شواهد، در گفتارها و آواها به‌صورت شفاهی منتقل می‌شوند، و ممکن است، برای مثال، به‌صورت‌های افسانه‌ها، مَثَل‌ها، تصنیف‌ها، آهنگ‌ها، یا سرودها دربیایند. بدین‌ترتیب، این برای یک جامعه امکان‌پذیر است که واجد تاریخ شفاهی، ادبیات شفاهی، حقوق شفاهی و دیگر دانش‌های میان‌نسلی باشد، بدون این‌که هیچ خط نوشتاری داشته‌باشد.
گاه یک تعریف مضیق‌تر از سنت شفاهی مناسب است. جامعه‌شناسان ممکن است تأکید کنند که برای تمایز میان سنت شفاهی، و شواهد یا تاریخ شفاهی، لازم است ماده‌ای فرهنگی، میان گروهی از مردم، در طول نسل‌های متوالی، به‌طور مشترک باقی بماند. در یک مفهوم کلی، «سنت شفاهی»، به انتقال مواد فرهنگی از طریق سخنان شفاهی اشاره می‌کند، و آن‌قدر مدت طولانی‌ای وجود داشته‌است، که توصیف‌کنندهٔ کلیدی فولکلور باشد (این معیاری‌ست که دیگر توسط همهٔ پژوهش‌گران فولکلور چندان جدی گرفته نمی‌شود).
به‌عنوان یک رشتهٔ دانش‌گاهی، سنت شفاهی به مجموعه‌ای از موضوعات تحت مطالعه و روشی اشاره می‌کند که آن موضوعات با آن مورد مطالعه قرار می‌گیرند ــ روش این رشته ممکن است به‌طور جداگانه «نظریهٔ سنت شفاهی»، «نظریهٔ ترکیب شفاهی ـ مَثَلی»، و «نظریهٔ پَری ـ لُرد» (دو تن از بنیان‌گذاران آن) خوانده‌شود. مطالعهٔ سنت شفاهی از رشتهٔ دانش‌گاهی تاریخ شفاهی متمایز است، که این دومی، به ثبت‌وضبط خاطرات شخصی کسانی می‌پردازد که دوره‌ها یا روی‌دادهای تاریخی را تجربه کرده‌اند. سنت شفاهی هم‌چنین از مطالعهٔ شفاهی‌بودن متمایز است، که می‌تواند به‌عنوان اندیشه و بیان شفاهی‌اش در جوامعی تعریف شود، که در آن‌ها، فناوری‌های باسوادی (به‌ویژه نگارش و چاپ) برای بیش‌ترینهٔ جمعیت ناآشناست.